# Paddys River
Paddys River är ett vattendrag i Australien. Det ligger i territoriet Australian Capital Territory, i den sydöstra delen av landet, omkring 17 kilometer väster om huvudstaden Canberra.
I omgivningarna runt Paddys River växer huvudsakligen savannskog. Trakten runt Paddys River är nära nog obefolkad, med mindre än två invånare per kvadratkilometer. Genomsnittlig årsnederbörd är 1 197 millimeter. Den regnigaste månaden är februari, med i genomsnitt 188 mm nederbörd, och den torraste är oktober, med 72 mm nederbörd.